# 확증 편향

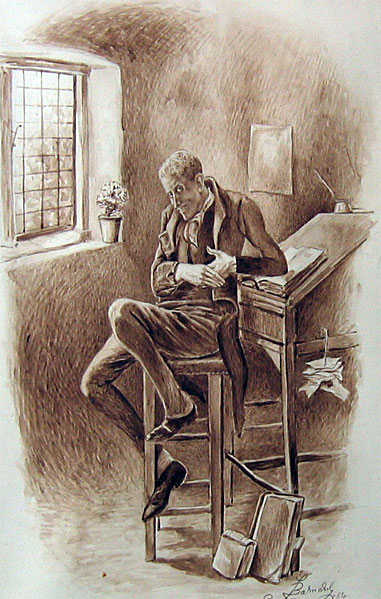
찰스 디킨스의 자전적 소설 《데이비드 코퍼필드》에 등장하는 우리아 힙은 다른 사람이 뭐라고 하든 맞다고 해주는 "예스맨"이다. 확증 편향은 이런 예스맨과 같은 역할을 한다.

확증 편향(確證偏向, 영어: confirmation bias, confirmatory bias, myside bias, congeniality bias)은 자신의 가치관이나 기존의 신념 혹은 판단 따위와 부합하는 정보에만 주목하고 그 외의 정보는 무시하는 사고방식과 태도를 말한다. 쉽게 말해, 보고 싶은 것만 보고, 듣고 싶은 것만 듣는 심리로 자기 생각과 일치하는 정보만 받아들여 원래 가지고 있는 생각이나 신념을 확인하려는 경향성이다. 인지심리학에서 확증 편향은 정보의 처리 과정에서 일어나는 인지 편향 가운데 하나이다.
이런 성향은 자신이 원하는 결과를 간절히 바랄 때, 어떤 사건을 접하고 감정이 앞설 때, 자신의 생각이 틀렸다는 것을 스스로 인정하기가 싫을때, 저 마다의 뿌리 깊은 신념을 지키고자 할때 나타난다. 따라서 확증 편향에 빠진 사람은 생각이 같은 사람들끼리 어울리는 것을 좋아하고, 다른 생각은 듣지 않으려 하며, 자신의 생각에 부합하는 정보만 선택적으로 수집하거나, 어떤 것을 설명, 해석, 주장할 때 편향된 방법을 동원한다.
1960년대 행해진 실험심리학의 실험에서 사람들은 원하는 결과가 있을 때 소망적 사고에 따라 자신의 관찰과 경험을 편향적으로 재해석하고자 한다는 점을 보였다. 실험 참가자들은 여러 사실에서 어떤 것은 주목하고 어떤 것은 무시하거나 다른 사실을 들어 반박하면서 자신의 편향에 따라 결론을 내렸다. 인지 편향이 일어나는 기본적인 이유는 주어진 정보 자체가 편향되었거나 과학적 방법과 같은 합리적 방법을 이용하지 않았기 때문이지만, 과학자나 법조인 같이 합리적 사고를 훈련 받은 전문가라 할 지라도 종종 확증 편향에 빠지곤 한다.
확증편향에 사로잡히게 되면 자신의 신념에 오류가 있다는 사실이 많은 객관적 자료들와 함께 제시되어도 이를 인정하지 않는 경향이 있다. 또한, 자신의 믿음에 대해 근거 없는 과신을 갖게 하며 자신의 정치적 지향과 다른 사실에 대해 불신하며, 과학적 사실에 반해 자신의 믿음을 고수하려 하기도 한다. 과학적 탐구에서도 확증 편향은 언제나 경계의 대상이다. 귀납적 방법을 통한 연구에서 원하는 결론에 유리한 결과만 선택적으로 받아들이면 잘못된 결론을 내리게 된다. 이런식의 잘못된 확증 편향으로 판단의 오류에 빠지지 않으려면, 자신의 생각과는 다른 일이 일어났을 때, 그 일이 아무리 사소한 것이라 할지라도 결코 무시하지 말아야 하며, 자신의 신념이 틀릴 수도 있다는 생각을 항상 가지고 있어야 한다.

## 개요
확증 편향은 일반적으로 내가 원하는 바대로 정보를 수용하고 판단한다는 뜻이다. 한자성어로는 아전인수(我田引水)라는 말이 있다. 확증 편향에 의한 아전인수식 사고는 스스로가 이러한 판단을 참이라고 믿는 다는 점에서 거짓임을 뻔히 알지만 남을 속이고자 하는 견강부회(牽强附會)와는 다른 점이 있다.
정보처리이론에서는 확증 편향은 자기실현적 예언 현상인 행동적 확증과 연관짓는다. 자신이 갖고 있는 신념 때문에 결과적으로 그에 따라 행동하고 결과를 얻는다는 것이다.
심리학에서는 종종 정보의 선택적 수용과 거부 모델로 확증 편향을 설명한다. 어떠한 정보를 신뢰하고 어떤 정보는 불신하는 가에 따라 동일한 정보들이 주어지더라도 다른 결론을 내릴 수 있다. 이러한 현상은 현재 일어나고 있는 일 뿐만아니라 과거의 일에 대한 기억에도 영향을 미친다. 같은 사건을 겪었더라도 사람마다 그 의미를 다르게 해석할 수 있다. 1950년 영화 《라쇼몽》은 하나의 사건에 대해 서로 다른 기억을 갖고 있는 목격자 셋의 이야기를 들려주어 확증 편향에 따른 기억의 재해석 사례로 자주 언급된다.

### 정보에 대한 편향된 검색

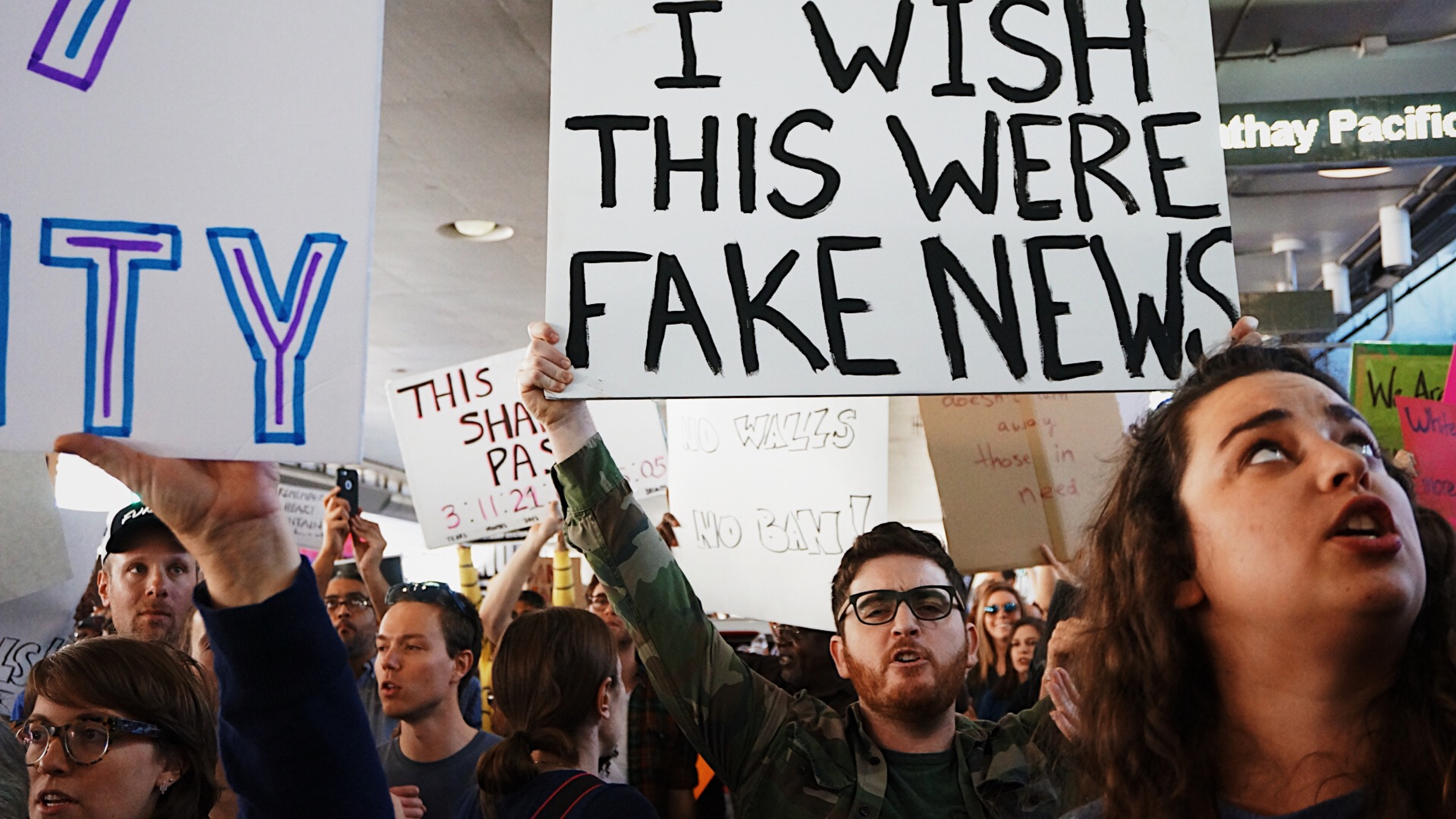
확증 편향은 가짜뉴스가 널리 퍼지는 이유로 지목된다.

사람들은 자신이 이미 세운 가설을 지지하는 증거를 검색하여 일방적으로 받아들이는 경향이 있다.:177–78 검색하는 순간 조차 다른 반증이 있더라도 자신의 생각을 지지하는 답변을 기대하고 자신의 가설이 거짓이 아닌 참으로 증명되기를 바란다. 예를 들어 스무고개 놀이로 숫자 맞추기 게임을 한다고 하자. 답이 3이라고 생각하는 질문자는 "홀수입니까?"라고 물어볼 수 있다. 이때 질문자는 "예"라는 대답을 기대한다. 반대로 "짝수 입니까?"라고 질문하였다면 "아니오"라는 답을 기대한다. 이런 단순한 질문과 답변의 대답을 예측하는 것이 어떤 편향을 증가시킨다고 하기는 어렵다. 그러나 선입견을 가진 질문들로 구성된 시험은 그 결과의 진단마저도 편향적으로 해석할 수 있게 한다.
"예"를 기대하는 긍정적 시험 자체는 편향이 없거나 높은 유용성이 있다고 하더라도 기존의 믿음이나 추측이 사실 여부와 관계 없이 강하게 결합될 수 있다. 실제 세계에서 증거는 여러 요소가 복잡하게 얽혀 있기 마련이어서 때로 서로 모순되어 보이는 것들을 보여준다. 이러한 정보 가운데 평소 자신의 성향을 지지하는 것들만을 받아들이고 그렇지 않은 것은 무시하게 되면 편향이 발생한다. 질문 자체가 때로는 답변을 바꾸게 하기도 한다. 설문조사에서 "당신은 행복하십니까?"라는 질문의 긍정적 응답율은 "당신은 불행하십니까?"라는 질문의 부정적 응답율과 일치하지 않는다.
법률적 판단을 내려야 하는 경우 질문 자체에 편향이 들어 있으면 잘못된 결과를 가져오기도 한다. 양육권을 다투는 A와 B가 있을 때 A는 대체적으로 무난하지만 그렇다고 딱히 확고한 장점이 있는 것도 아니고, B는 두드러진 장점이 있는 반면 부정적인 면도 섞여 있다고 가정해 보자. 심사자들에게 주어진 질문이 "어느 쪽이 양육권을 가져야 하는가?"라면 두드러진 장점이 있는 B를 선택하는 경우가 많다. 그런데 "어느 쪽에게 양육권을 주어서는 안되는가?"라는 질문이 주어졌을 때도 B가 선택되는 경우가 많다. B의 부정적 측면이 부각되기 때문이다.
한편 법률 이외의 사실이 법률적 판단에 작용하는 경우도 있다. 피고인이 사회적으로 비난받는 품성을 지녔다면 유죄로 판단될 가능성이 높아진다. 이때문에 검사와 변호사는 종종 증거 능력이 없는 사실을 법정에서 공개하여 재판에 영향을 주고자 한다. 화성 연쇄 살인 사건의 8차 사건 범인으로 유죄 판결을 받아 복역하였다가 2019년 무죄를 주장하여 재심이 시작된 경우도 심드렁하게 내뱉는 말투가 원심에서 불리하게 작용하였다는 해석이 있다. 판사들이 유사한 사건에서 유죄 판결의 경험이 많아지면 새로운 사건도 유죄를 의심하고 증거를 선택적으로 수용할 위험이 있다.
정보의 편향적 검색과 수용은 이른바 가짜 뉴스의 경우에 두드러진다. 별다른 근거가 없더라도 자신의 지향과 맞다면 그것을 사실로서 받아들이는 경우가 많고 소셜미디어를 통해 널리 확산될수록 그 자체가 뉴스의 사실성을 판단하는 기준이 된다. 널리 알려졌으니 사실일 것이라는 주장은 오류이지만, 그것이 자신의 평소 신념에 부합하면 당연히 사실이라고 여기게 된다. 2019년 중앙대학교 미디어 커뮤니케이션 학과 교수진의 실험 결과를 보면 사람들은 일반적인 뉴스에 보다 높은 신뢰성을 가지고 있기는 하지만 자신의 신념에 부합하는 경우 가짜 뉴스에도 상당한 신뢰를 보였다.
보다 엄격한 증명을 요구하는 과학 활동에서도 확증 편향은 피할 수 없다. 특히 원하는 결과가 뚜렷할 경우 동기에 기반한 편향을 보여 반증을 무시하고자 한다. 이는 일종의 자기 기만이다. 2002년에서 2003년 사이 코로나 바이러스의 변종에 의해 대유행한 중증급성호흡기증후군(SARS)의 경우 대한민국에서 감염자가 발생하지 않자 일각에서는 이것이 한국의 전통음식인 김치 덕분이라는 주장이 제기되었다. 이 주장은 둘 사이의 과학적 인과관계가 전혀 밝혀지지 않았지만, 과학자들마저 이러한 주장에 동참하는 현상을 보였을 뿐만아니라 이후 조류독감이나 신종플루마저 막을 수 있다는 무책임한 주장으로 이어졌다. 2004년 이후 실험에서 김치는 바이러스 감염증의 예방이나 치료에 아무런 효과가 없다는 것이 밝혀졌다. 김치의 효능에 대한 주장이 제기될 때부터 반론이 끊이지 않았지만, 민족주의 이데올로기에 의한 확증 편향이 정상적인 과학 활동을 가로막은 것이다.

### 편향적 해석

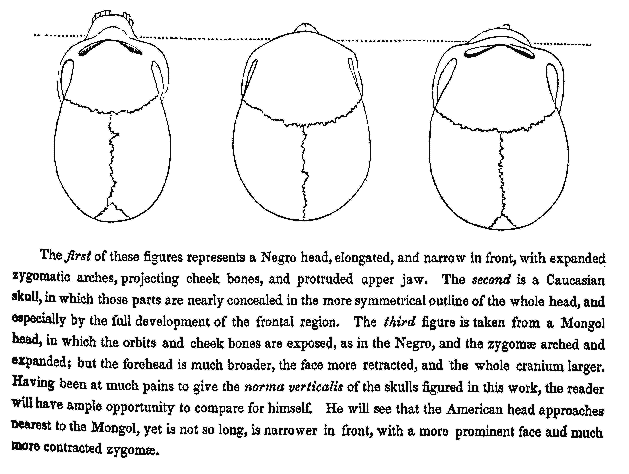
새뮤얼 조지 모턴의 두개골 연구. 흑인, 백인, 아시아인의 두개골의 차이를 진화적 우열로 설명하고자 하였다.

확증 편향은 증거의 수집 단계뿐만 아니라 해석에서도 발휘된다. 같은 정보를 갖고 있어도 해석은 사람마다 다를 수 있다.
스탠퍼드 대학교의 연구진은 사형 제도에 대해 강력히 지지하거나 반대하는 신념이 뚜렷한 사람들이 반반이 되도록 모아 실험을 진행하였다. 실험은 자료를 빠르게 읽게 한 뒤 참가자들에게 신념이 바뀌었는 지 물었고, 그 다음 각 자료의 보다 자세한 연구 방법을 살피고 자료의 구조와 설득력을 평하게 하였다. 사실 주어진 자료는 실제 연구 결과가 아니라 그럴듯하게 지어낸 허구였다. 참가자의 절반 정도는 자료 가운데 자신의 신념을 지지하는 것은 받아들이고 그렇지 않은 것은 무시했지만, 다른 절반은 자신의 신념을 바꾸었다. 이 실험에서 참가자들은 자료가 사형제를 지지하든 반대하든 상관없이 자료를 빠르게 읽은 첫 실험에서 신념 변화가 컸다. 그러나 두 자료 모두를 꼼꼼히 읽고 분석한 후에는 원래 자신이 갖고 있던 신념으로 복귀하는 경우가 가장 많았다. 참가자들은 자세한 분석의 과정에서 자신이 이미 지니고 있던 신념을 판단의 준거로 사용했으며 모순되는 설명 가운데 어떤 것을 수용할 지 결정하는 기준으로 삼았다.
스티븐 제이 굴드는 《인간에 대한 오해》에서 과학 활동의 자료 해석 과정에 개입하는 확증 편향 사례를 제시하였다. 인종차별이 당연시 되던 19세기 유럽과 미국의 과학계에선 어떠한 인종적 차이도 모두 우열을 확증하는 근거로 사용되었다. 새뮤얼 조지 모턴은 인종간 두개골의 크기와 용적이 우열을 드러내는 증거라 보았고 이를 위해 겨자씨를 이용해 두개골의 용적을 측정했다. 그러나 그 방법론을 자세히 들여다 보면 관찰자 자신의 편견이 결과에 반영되는 것을 확인할 수 있다. 거기에 더해 편견에 따른 무의식적인 행동도 의심할 수 있다. 예를 들면 백인의 두개골을 측정할 땐 겨자씨를 꾹꾹 눌러담고, 흑인의 두개골엔 헐겁게 담을 수도 있다. 굴드는 모턴의 결과가 어떻든 한 집단 내에서의 차이가 집단간 평균의 차이보다 클 경우 이러한 비교는 통계적으로 의미가 없음을 지적한다.:83-143쪽
브로카 영역의 발견자로 유명한 폴 브로카의 경우 인종 사이에 어느 쪽이 더 원숭이와 가까운 지 측정할 기준으로 위팔뼈와 노뼈의 비율을 가정하였다. 오랑우탄과 같은 다른 영장류는 아래팔이 더 길기 때문에 사람도 아래팔이 더 길면 원숭이에 더 가깝고 따라서 진화가 덜 되었으리라는 가정이었다. 그런데 실제 조사에서 에스키모나 아시아인의 비율이 백인보다 적게 나오자 브로카는 이 가정을 포기하였다. 백인이 어쨌든 더 우월하다는 선입견을 조사 결과가 지지하지 않기 때문이었다. 물론 팔길이와 인종간 우월은 아무런 관계가 없다. 브로카는 팔 길이 비교대신 뇌의 크기를 인종간 우열의 사례로 선택하였다. 브로카의 뇌 크기와 인종 우열에 대한 주장은 오랫동안 통용되었으나 이 역시 과학적 근거가 없는 편견일 뿐이다.:164-193쪽
이와 같이 과학 활동이라 할 지라도 실험자가 원하는 결과를 미리 정한 경우 실험 결과의 해석 역시 원하는 결과에 맞추어지기 쉽다. 여기서 더 나아가 원하는 결과를 맞추기 위해서 실험 결과를 조작하게 되면 과학적 사기가 된다.

#### 포러 효과
신문에 게시되는 오늘의 운세나 혈액형별 성격을 보며 쪽집게처럼 자신의 성격과 운세를 맞춘다고 믿는 경우가 있다. 이는 누구에게나 통용될 수 있는 정보를 적절히 조합하여 제시하면 그것을 수용하는 사람들은 자신의 주관적 상황에 맞추어 해석하기 때문에 가능한 일이다. 이러한 해석 편향을 포러 효과 또는 바넘 효과라고 한다. 이렇게 어떤 정형화된 분류에 자신을 동일시하게 되면 거꾸로 자기실현적 예언 효과에 의해 그것에 자신의 행동을 맞추게 되기도 한다. 이를테면 ABO식 혈액형 분류에서 A형인 사람이 혈액형별 성격을 신뢰하게 되면 그에 따라 자신의 행동 자체가 소심하게 변하게 될 수도 있다.

### 편향된 기억

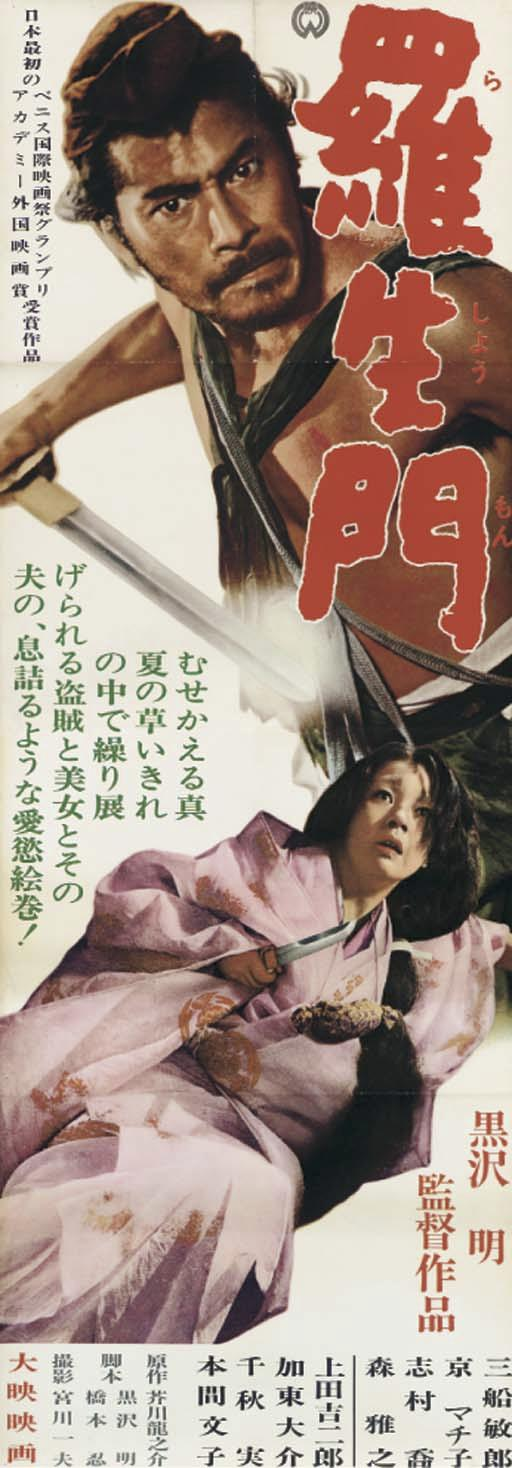
라쇼몽은 같은 경험을 한 사람들이 서로 다른 기억을 할 수 있다는 것을 드러낸 영화이다.

동일한 사건을 함께 경험한 사람이라도 기억은 서로 다를 수 있다. 인간의 장기 기억은 각자의 경험 속에서 주관적으로 중요한 것, 감정과 결합된 것 들이 강하게 기억되며 세세한 것 보다는 전체적으로 요약된 인상만이 남게 된다. 어떤 것은 쉽게 기억되고 되살릴 수 있고 어떤 것은 잊어버리거나 왜곡되는 것을 "선택적 기억" 또는 "편향적 기억"이라고 할 수 있다. 스키마 이론은 이미 기대하고 있는 것과 들어맞는 정보가 그렇지 않은 정보보다 더 잘 기억되며 되살리기도 쉽다고 설명한다. 또는 놀랄만한 정보 역시 다른 정보 보다 잘 기억된다. 경험의 기억 역시 사람들이 기존에 갖고 있는 기대와 예측이 작용하는 것이다.
참가자들에게 한 여성의 성격 프로필을 제공한 실험이 있었다. 프로필에는 내성적 성격의 특징과 외향적 성격의 특징이 섞여 있었다. 일정 시간이 지난 뒤 참가자를 두 그룹으로 나누어 한 그룹에는 이 여성의 직업이 도서관 사서라고 소개하고 다른 그룹에는 부동산 중계사라고 소개하였다. 사서라는 설명을 들은 그룹은 여성의 내성적 성격을 더 많이 기억해 냈고, 중계사라는 설명을 들은 그룹은 외향적 성격을 더 많이 기억했다. 참가자가 갖고 있는 직업에 대한 이미지가 기억을 되살리는 데 영향을 준 것이다. 한편, 이와 별개로 진행된 동일한 실험에서 참가자들은 자신의 성향과 들어맞는 프로필을 더 잘 기억했다. 내성적 성향의 사람들은 내성적 프로필을, 외향적 성향의 사람들은 외향적 프로필을 기억해 내는 것이 더 쉬웠다. 이 경우엔 프로필을 읽으면서 자신의 상태와 감정적으로 결합하여 기억한 것이라고 볼 수 있다.
감정적 요인 역시 기억의 편향에 관여한다. 예를 들어 우울증이나 불안장애를 겪는 사람들은 긍정적 경험에 대한 기억이 억제되고 그 기억을 되살리는 것에도 어려움을 느낀다. 부정적 요소를 인식하면 그것에 대한 집중이 과도하게 진행되어 다른 긍정적 요소를 파악하기 어렵다. O. J. 심슨 사건의 판결에 대한 참가자의 감정을 묻는 실험에서 판결 1주 후 , 2개월 후, 1년 후로 나누어 진행된 응답 결과 참가자들은 판결에 대한 평가를 계속해서 바꾸었는데, 특히 시간이 지날수록 처음 사건을 회상하고 그 당시의 느낌을 떠올리기 보다는 응답할 당시의 감정 상태에 따라 의견을 결정하는 성향을 보였다. 14개월이 지난 후 참가자들 상당수는 이전의 응답과 별개로 현재의 판단에 따라 기억을 재구성하였다.
과거에 경험한 일이라 할지라도 그것을 회상하는 일은 현재의 감정 상태에 관계되어 있다. 배우자와 사별한 사람들을 대상으로 한 설문조사에서 많은 사람들이 사별 후 6개월까지 매우 큰 슬픔을 느낀다고 응답하며 5년이 지난 뒤에는 비교적 덤덤하게 받아들이게 된다. 배우자와 사별한 지 5년이 지난 사람에게 사별 후 6개월의 감정 상태를 기억해보라고 요구하면 과반 이상이 현재의 상태를 기준으로 당시도 덤덤하였다고 대답하였다. 현재의 감정 상태가 과거의 감정적 기억을 재구성하게 되는 것이다.
기억이 일정하게 유지 되지 않고 변형되는 현상은 목격 진술에서 심각한 문제를 일으킬 수 있다. 2008년 있었던 강화도 모녀 납치 살해 사건의 수사에서 목격자들의 진술이 일치하지 않아 수사가 난항을 겪은 사례가 있다. 이 경우도 목격자 각자의 편향적 기억이 원인으로 지목된다.

## 개인차
통설로 받아들여지는 것과 달리 지적 능력이 높다고 할 지라도 확증 편향에 빠질 수 있으며, 오히려 더 크게 영향을 받을 수도 있다. "왜 첫 아이디어는 틀리는가"는 주제를 다룬 연구에서 대개의 경우 연구자들은 자신이 추정하고 있는 결론을 지지하는 선행 연구를 살펴보는 양이 반대의 경우보다 압도적으로 많기 때문이라고 지적한다. 확증 편향의 개인차는 정보를 다루는 논리적 사고뿐만아니라 반론에 대한 예측과 태도에도 큰 영향을 받는다. 한편 "어떤 것이 좋은 논문인가?"라는 평가를 요구하면 참가자들은 자신의 의견과 부합하는 가와 상관 없이 보다 균형잡힌 연구를 좋다고 인정하는 성향을 보였다. 이는 확증 편향이 피할 수 없는 것이라 할지라도 극복할 수 없는 것은 아니라는 점을 시사한다.

## 실제 사례

### 역사적 사례
심리학이 정립되기 이전부터 확증 편향의 역사적 사례들이 기록되어 있다. 투키디데스는 《펠로폰네소스 전쟁사》에서 "부주의한 갈망으로 바라지 않는 것을 밀어제끼려고 주권을 휘두르는 것은 인간의 오랜 습속이다,"라고 서술하였다. 이탈리아의 시인 단테는 《신곡》에서 천국에 토머스 아퀴나스를 등장시켜 "성급히 내린 결론은 잘못된 것이기 쉽고 그러한 결론에 매이게 되면 마음이 꽉 막힌 사람이 된다."고 말한다. 이븐 할둔 역시 《무깟디마》에서 같은 일을 언급하고 있다.
진실이 아닌 것이 역사 서술을 괴롭힌다. 여러 가지 이유로 피할 수 없는데, 그 중 하나는 견해가 다른 학파들이 당파성을 보이기 때문이다. …… 당파성에 휩싸이면 진실을 밝히려는 조사를 가로 막는다. 그 결과 서술과 번역에 오류가 생기게 된다.

### 진주만 공습
1941년 12월 7일, 진주만 공습이 벌어졌고 별다른 대비가 없었던 미국은 큰 피해를 입었다. 큰 피해가 발생한 이유는 미 태평양 함대 총사령관 키멀 제독이 수차례에 걸친 침공정보에도 불구하고 일본은 아시아에서 싸우느라 바쁘기 때문에 진주만을 공격할 수 없을 거라는 확증 편향에 빠져 있었기 때문이었다. 그는 2주전에 워싱턴으로부터 일본의 급습 가능성에 대한 경고를 받았지만 이를 무시했다. 11월 27일과 12월 3일에도 추가로 경고를 받았지만 감청한 암호문을 자기 편리한 대로 해석하고 무시해 버렸다. 12월 6일, 진주만 공격 하루 전날에는 ‘일본 항공모함의 위치가 파악되지 않는다’는 보고도 받았지만, 그 또한 무시해 버렸다. 확증 편향에 빠진 키멀 제독은 자신의 신념과 반대되는 증거들을 모두 무시했고 그 결과는 참혹했다.

### 신탁통치 반대운동
대한민국의 경우 신탁 통치 반대 운동이 좌우 양측으로 나뉘어 찬반이 격렬하게 진행된 이유로는 동아일보의 오보가 있지만, 당시 사람들은 각자의 신념에 따라 정보를 수집하고 해석하였다. 동아일보의 오보가 없었더라도 빠르게 정착되던 냉전 구도는 좌우 이념 대립을 격화시켰을 것이다.
또한 테네리페 공항참사 당시 조종사들의 확증 편향이 사고를 부르기도 했다.

### 다미선교회 휴거소동
한국의 이장림 목사 등이 주도하여 설립한 다미선교회는 1992년 10월 28일에 휴거(携擧)가 일어날 것이라는 시한부종말론을 주장하여 사회적으로 큰 파란을 일으킨 종교 사기 사건을 일으켰다. 맹신도들은 정상적인 일상에서 이탈하여 종말을 대비했으나 10월 28일에는 아무런 일이 일어나지 않았다. 이장림의 주장에 동조했던 다수의 시한부종말론자들 휴거일이 연기되었으니 다시 다가올 종말을 예비하자고 변명하며 자신들의 주장을 굽히지 않았다. 신자들 가운데 상당수도 종교적 신념에 의한 확증 편향에 빠져 "예수님이 나의 생명의 주인이고 오실 예수님 기다렸는데 에러가 났으면 또 오실 예수님 기다리면 되는거 아니겠어요."라고 하며 신념을 고수하기도 했다.

### 학력 위조 의혹
2009년 11월, 그룹 에픽하이의 리더 타블로의 스탠퍼드 대학교 졸업에 대한 학력위조 의혹에 대한 논란이 발생했다. 온라인 모임까지 생겨가며 계속해서 시끄러워지자 타블로는 스탠퍼드 대학교 재학 시절의 성적표와 학교의 공식 확인서 등을 공개했다. 하지만 일부 누리꾼들은 ‘조작됐거나 동명이인의 것’이라고 타블로의 주장을 묵살했다. 타블로는 캐나다 시민증을 보여 주었고, 스탠퍼드 대학교 측은 다시 한 번 타블로의 졸업 사실을 확인해 주었다. 그래도 누리꾼들은 ‘시민증이 위조됐다’, ‘스탠퍼드 대학교 입학 허가서를 공개하라’고 요구했다. 타블로가 학력 인증서, 성적 증명서, 교수의 확인서, 기숙사 동영상, 졸업장 등 아무리 많은 증거 자료를 제시해도 확증 편향에 사로잡힌 다수의 누리꾼들은 끝까지 이를 인정하지 않았다.

## 초기 연구
인지심리학의 발달과 함께 확증 편향은 인간의 인지 특징 가운데 하나로 지목되었다. 확증 편향이라는 용어를 처음으로 사용한 사람은 피터 케스카트 왓슨으로 1960년 초기 연구에서 실험 참가자들에게 (2, 4, 6)과 같이 수 세개를 연이어 제시하는 활동을 제시하고 그 결과를 해석하며 개념을 정립하였다.:179 실험자는 "어떠한 것이든 증가하는 수열"을 대보라고 요구했지만 참가자들은 그러한 수열을 찾는 것이 힘들어지면 "가운데 수가 첫 수와 마지막 수의 평균값" 같은 것으로 규칙을 바꾸고자 했다. 참가자들은 주어진 규칙을 분석하는 것보다 자신이 이미 가정하고 있는 규칙에 맞는 예만 제시하려고 하는 경향을 보였다.
왓슨은 자신의 가설이 반증될 수도 있다는 점을 인정하면서 "확증 편향"의 개념을 제시했다. 왓슨은 4개의 카드로 이루어진 왓슨 선택 문제를 구상하고 확증 편향의 작동 경향을 분석하였다. 문제는 A이면 B이다 라는 규칙에 따라 부분적으로 주어진 정보를 바탕으로 질문을 하고 가려진 카드의 답을 맞추는 것이었다. 논리적 문제 해결에 익숙한 사람들은 어렵지 않게 문제를 풀었지만, 상당수가 주어진 정보나 규칙을 무시하여 오답을 내었다. 이 경우에도 주어진 정보 보다는 자신이 갖고 있는 심증이 판단에 더 큰 영향을 미쳤다.
1987년 클라프만과 하영원은 왓슨의 실험이 정확히 확증 편향을 보여주는 것은 아니며 추정된 가설을 계속 유지하려는 성향을 보일 뿐이라고 비판하였다. 둘은 이 실험을 "긍정적 시험 전략"으로 규정하고 의사 결정의 발견적 방법 가운데 하나로 설명하였다. 일종의 오류 확인 알고리즘을 통해 문제를 빠르게 해결하려는 방법으로 본 것이다.

## 정보 처리적 설명
확증 편향은 종종 고의적인 자기 기만이 아니라 자동적이고 의도하지 않은 전략의 결과로 설명된다.

### 인지와 동기 부여

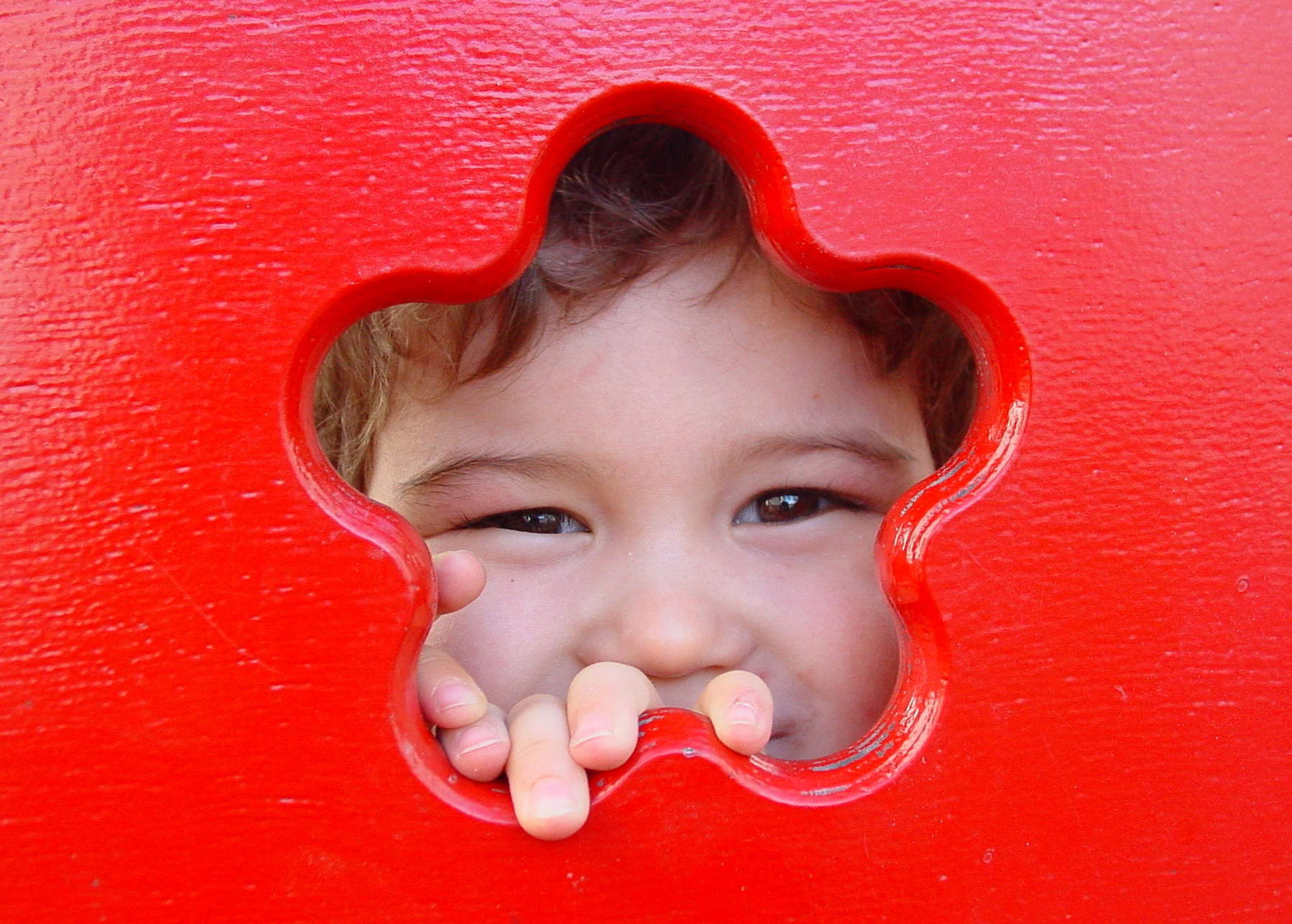
행복한 일은 더 잘 기억된다.

스탠퍼드의 심리학자 로버트 맥컨은 확증이 형성되는 과정을 "차가운" 인지와 "뜨거운" 동기 부여의 메커니즘으로 설명한다.
인지적 메커니즘은 사람들이 복잡한 문제를 다루는 능력에 한계가 있기 때문에 확증 편향이 생긴다고 설명하는 것이다. 모든 정보를 다 갖출 수는 없기 때문에 주어진 것만으로 일종의 지름길인 휴리스틱을 이용한다는 것이다. 사람들은 정보를 유형화 하여 유용성을 따지거나 두 증거의 차이점을 비교하거나:198–99 예상되는 결과를 미리 생각해 두고 거꾸로 맞추어 보면서 문제를 해결한다. 이런 방식의 문제 해결은 일어날 수 있는 모든 경우의 수를 다 검토할 수는 없지만, 세계관 전체에 걸린 문제가 아니라면 자신의 신념을 유지하면서 문제를 다룰 수 있게 된다.:200
동기 부여 메커니즘은 믿음에 대한 욕구에 의해 작동한다.:197 사람들은 대개 부정적인 생각보다는 긍정적인 것을 선호하는 경향을 보인다. 이를 폴리애너 원리라고 한다. 어떤 주장의 결론이 논거를 충분히 갖추면 보다 진실하다고 신뢰받는 이유다. 심리학 실험에서 사람들은 자신이 부정하고자 하는 주장에 대해 보다 엄격한 증거를 요구하는 경향을 보였다. 자신의 기존 생각에 거스르지 않는 것은 "제가 이것을 믿어도 될까요?" 정도로 검토한다면 그렇지 않은 것은 "제가 이것을 꼭 믿어야 하나요?"라고 반응한다. 태도의 일관성은 바람직한 품성이지만, 이 역시 확증 편향의 원인이 되기도 한다. 새롭고 놀라운 정보를 접했을 때 이를 쉽게 받아들이지 못하는 걸림돌로 작용한다. 사회심리학자 지바 쿤다(Ziva Kunda)는 인지적 메카니즘과 동기 부여 메커니즘을 결합하여 편향을 만드는 것은 동기적 측면이지만 편향의 규모를 결정하는 것은 인지적 과정이라고 주장하였다.:198

### 비용 편익
확증 편향은 비용 편익 분석의 측면에서도 설명될 수 있다. 사람들은 어떤 가설의 진위를 알기 위해 모든 종류의 검증을 시도하는 것보다는 차라리 오류가 있을 지언정 적당히 납득할 수 있는 것 가운데 하나를 믿는 경향이 있다. 제임스 프리드리히는 진화심리학의 개념을 사용하여 사람들은 가설을 검증하여 진실을 밝히는 것을 최우선 순위로 놓기 보다는 최악의 오류를 피하는 것을 추구한다고 설명한다. 이를테면 직원을 고용하는 면접에서 고용주는 여러 질문을 가지고 최적의 신청자를 선별하는 것보다 일방적인 질문으로 적합치 않은 신청자를 배제하는 것을 선호할 수 있다. 야코프 트로프와 아키바 리버먼은 이러한 사람들의 경향을 바탕으로 오류를 두 종류로 구분하였다. 하나는 잘못된 가설을 수용하는 오류이고 다른 하나는 진실된 가설을 거부하는 오류이다. 예를 들어 어떤 사람들은 친구가 자신을 정직하게 대하는 지 늘 미심쩍어한다. 이 경우 그러한 의심이 부당한 편견이라 할 지라도 실제 속임수에 당하는 것보다는 낫다는 생각이 그러한 확증 편향을 유지하게 한다. 자기 주변의 사람을 의심하는 성향을 가지는 사람은 자신의 생각이 사실이라고 뒷받침할 증거만을 찾고 다른 것은 무시하며 주변 사람의 정직함 역시 그에 맞추어 판단하고 기억한다.
사회적 비용과 편익에 따른 판단은 관계 형성에도 작용하는데, 확증 편향과 사회성은 서로 연결되어 작용한다. 다른 사람의 첫인상을 내향적이거나 외향적이라고 느끼면 그러한 인상에 맞추어 대하고자 한다. 어떤 사람이 내성적이라는 선입관이 생기면 사람들은 사회성때문에 "떠들석한 파티 좋아하세요?"라는 질문보다는 "북적거리는 게 불편한 적이 있나요?"라는 질문을 하는 경향을 보인다. 다른 사람들에 대한 선입견 못지 않게 스스로에 대한 자기감시 역시 확증 편향의 영향을 보인다. 대학생을 대상으로 한 면접 조사에서 학생들은 자신의 실제 생활 보다는 사회 규범에서 바람직하다고 여겨지는 모습을 대답하는 경향을 보였다.

### 탐험적 사고와 확증
심리학자 제니퍼 러너(Jennifer Lerner)와 필립 테틀록(Philip Tetlock)은 두 종류의 서로 다른 사고 방식을 구분하였다. 탐험적 사고는 대상을 다양한 관점에서 고려하고 어떤 것이든 일어날 가능성이 있다고 생각하며 시험하는 반면 확증적 사고는 특정한 관점에 맞추어 대상을 다룬다. 러너와 테틀록은 사람들이 자신이 갖는 특정한 관점을 정당화 할 때 이미 모든 다른 관점들 역시 알고 있지만 자신의 관점이 옳기 때문에 지지한다고 여긴다고 말한다. 그러나 주변이 온통 강력한 반대와 비판을 해 오면 사람들은 자신의 생각을 바꾸는 경우도 있지만 자신의 믿음을 정당화 하지 않은 채 단순히 개인 의견이라고 주장하고 마는 경우도 있다. 그냥 내 개인적인 생각이야 라고 말하는 것은 자신의 신념을 바꿀 의사가 없다는 것을 드러낸다. 러너와 테틀록은 자신이 모든 것을 알고 있는 것이 아니라는 점을 자각하고 다른 사람들이 보다 좋은 정보로 사실을 탐구하는 것을 원한다는 점을 인정하는 사람만이 자기 스스로의 확증에서 벗어나 탐험적 사고를 할 수 있다고 말한다. 사람들은 대부분의 시간 동안 확증 편향에 기대어 사고하기는 하지만, 그렇더라도 탐험적 사고를 통해 새로운 방식으로 인식을 바꾸는 것 역시 드물지만 늘 있어왔다.

### 메이크 빌리브
발달심리학자 이브 휘트모어는 확증 편향을 이루는 믿음과 편향의 근원으로 어린이 시기의 메이크 빌리브를 통한 흉내 내기를 들었다. 그는 "자기 기만과 성년기에 대한 환상이 보다 복잡한 형태를 이루어 편향을 형성한다"고 말한다. 청소년기를 거치면서 보다 비판적인 사고가 발달하지만 그런 사고들 가운데 어떤 것은 잘못된 믿음을 합리화하는 방향으로도 발전할 수 있으며 이렇게 형성된 편견은 무의식적으로 오랫동안 유지될 수 있다.

## 실제 세계에 미치는 영향

### 소셜 미디어
소셜 미디어에서 확증 편향은 필터 버블 즉 알고리즘화된 편집에 의해 증폭된다. 개인 정보를 기반으로 사용자가 좋아할만한 것들만 골라서 보여주기 때문이다. 거꾸로 관심을 갖지 않는 것이나 반대 관점을 보는 일은 더욱 줄어든다. 한편 좋아하는 것만 찾아다니는 확증 편향은 소셜 미디어가 필터 버블에서 빠져나올 수 없는 이유로 지목된다. 물고 물리는 악순환인 셈이다. 일각에서는 알고리즘 편집이 제공하는 정보가 다양한 시각을 지워버리기 때문에 개인의 정치적 결정을 고착화 시키고 민주주의를 후퇴시킨다고 비판한다.

### 금융
확증 편향은 투자자가 자신의 전략을 과신하거나 반대 증거를 무시하게 만들어 결과적으로 투자 손실을 일으킬 수 있다. 테마주의 하나인 선거 주식 시장을 연구한 논문에서 투자자는 자신의 편향에 저항하여 어느 한 편의 승리를 기대하는 것보다는 객관적 입장을 유지할 때 보다 수익을 올릴 수 있다고 보고하고 있다.

### 심신의 건강
심리학자 레이먼드 니커슨은 현대 의학의 과학적 치료 방법이 형성되기 이전 의료 활동은 대개 확증 편향을 바탕으로 한 것이었다고 평가한다.:192 환자가 나으면 의료인의 치료가 성공하였기 때문이라 여기고 자연 치유와 같은 다른 요인을 살피지 않았고 그 때문에 잘못된 치료법이 전수되기도 하였다. 현대의 이른바 대체 의학이 주장하는 효과가 있다는 치료법 가운데 많은 경우가 과학적 근거가 없는 것들이다.
환자가 갖는 확증 편향은 때로 의사가 불필요한 의료를 하는 압력으로 작용한다. 바이러스가 원인인 감기나 독감은 항생제가 통하지 않는 질병이지만 여전히 항생제 주사를 요구하는 환자들이 있다. 2017년 대한민국에서 조사한 설문에서 감기에 항생제를 처방한 의사들 가운데 36% 정도는 환자가 원하기 때문에 처방했다고 응답했다.
1960년대 아론 벡에 의해 개발된 인지 치료는 이제 널리 사용되는 치료법이 되었다. 벡은 편향된 정보가 우울 증세를 심화할 수 있다고 지적한다. 그는 선택된 부정적 사실만 수용하지 말고 모든 근거를 공평하게 다루는 것이 정신 건강에 좋다고 말한다. 공포 장애와 건강염려증 역시 확증 편향과 정보의 편향적 수용에 의해 나타날 수 있다.

### 정치와 법률

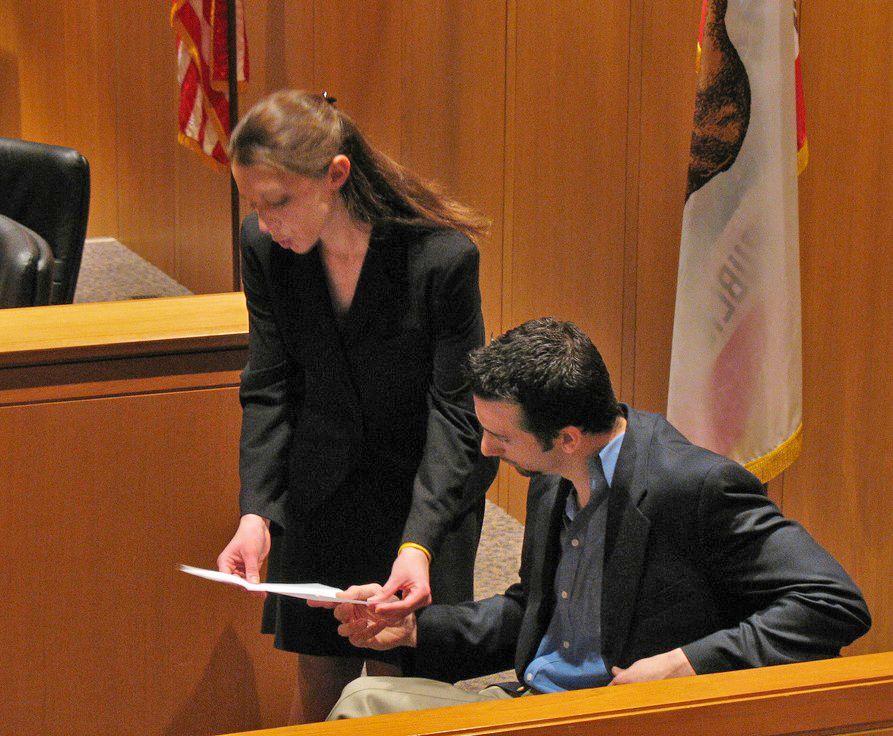
확증 편향이 증언에 미치는 영향을 실험하기 위한 모의법정

니커슨은 사법 제도와 정치제도는 종종 잠재적인 편향을 보이며, 판사의 판결이나 배심원의 평결, 또는 정부의 처분은 이미 확정된 사례를 따르려한다고 지적한다.:191–93 배심원들은 기존의 판례에 따라 평결하려는 성향이 강하다. 이러한 성향은 모의법정에서 더욱 두드러져서 주어진 증거를 주류 법해석의 입장에서 파악하려 한다. 이러한 경향은 직권주의 사법 제도와 당사자주의 사법 제도 모두에서 나타나며 확증 편향을 일으킬 수 있다.
확증 편향은 대립을 발생시키고 증대시키는 원인이 되기도 한다. 대립하는 두 진영은 자신들의 확고한 입장만을 고수하려 들기 때문에 같은 사항을 놓고도 자기 논리에 따라서만 해석하려는 경향이 있다. 또한 확증 편향은 갈등의 절박함이나 발단 원인을 무시하게 만드는 원인이 되기도 한다. 예를 들어 진주만 공격 당시 일본의 공격이 있으리라는 징조가 여럿 보고 되었으나 미국 해군의 허스밴드 킴멜 제독은 일본이 미국을 직접 공격할 가능성은 전혀 없다는 오판으로 아무런 대비도 하지 않았다.
정치학자 필립스 E. 테틀록은 단 하나의 예단을 가지고 사태를 바라보는 사람들은 자신의 확증 편향에 부합하지 않는 새로운 정보를 올바르게 취급하지 못하기 때문에 실패하며, 되도록 여러 가설에 따른 시나리오를 준비하는 것이 실패를 줄일 수 있다고 말한다.

#### 진영논리
대한민국에서 진영논리는 이슈로 떠오른 사안을 자신의 당파적 이해관계에 따라 해석하는 것을 뜻한다. 특정한 정치적 입장을 적극적으로 옹호하려는 사람들은 사안의 여러 정보 가운데 자신들에게 유리한 것만을 사실로서 받아들이고 그렇지 않는 것은 무시하거나 심지어 조작이라고 여긴다. 진영논리라는 용어는 상대가 확증 편향에 빠져 사실을 보지 못한다고 비난할 때 사용되는 부정적 용어이다. 스스로가 진영논리에 따라 발언한다고 주장하지는 않는다. 논쟁하는 쌍방은 자신은 객관적 논리를 펼치고 있고 상대는 진영논리에 빠져 있다고 공격한다.

### 과학

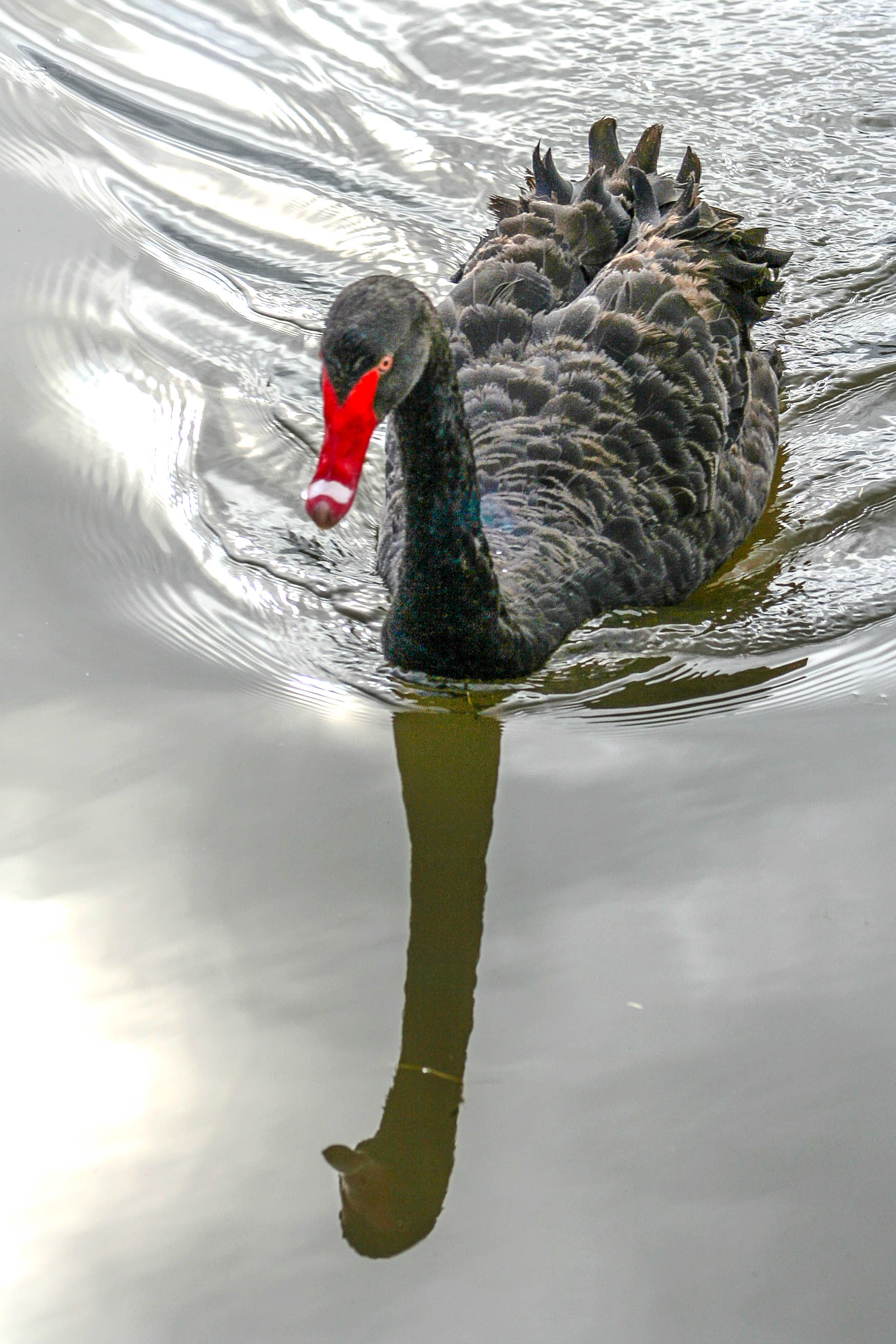
백조는 모두 희다는 귀납적 결론은 검은 백조의 발견으로 붕괴된다.

과학적 방법은 연역과 귀납에 의해 사실을 밝히는 방법론이다. 연역은 사실로 여겨지는 기존의 전제에서 새로운 결론을 논리적으로 유도하고 귀납은 관찰되는 현상에서 일반화된 결론을 이끌어낸다. 이 두 방법은 모두 완전하지 않다. 연역은 전제가 사실이 아니었을 때 필연적으로 결론 역시 잘못되게 되며, 귀납은 새로운 사실이 관찰되었을 때 결론이 붕괴될 수 있다. "백조는 모두 희다"는 주장은 검은 백조의 발견으로 붕괴된다. 새로운 사실에 의해 기존의 귀납적 추론이 붕괴되는 것은 흑고니 이론으로 알려져 있으며 과학뿐만아니라 경제, 사회, 철학 등 여러 학문 분야에서 쓰이고 있다.
과학의 역사에서 많은 과학자들은 흑고니와 같이 기존의 설명에 반하는 것을 발견하였을 때 이를 무시하는 경향을 보였다.:192–94 기존의 과학적 설명은 확증 편향으로서 작용한다. 새로운 발견이 기존의 설명에 들어맞으면 보다 쉽게 수용되지만 그렇지 않은 것은 무시되거나 잘못된 관찰이라는 평가를 받기 쉽다. 20세기 초 하버드 대학교의 세실리아 페인은 태양의 스펙트럼을 분석하여 태양을 이루는 물질의 대다수가 수소와 헬륨이라는 사실을 관찰하였다. 그러나 당시 보수적이며 남성중심적이었던 천문학계는 페인의 관찰을 받아드리지 못했다. 페인은 이와 관련한 논문을 발표하면서 지도교수 헨리 노리스 러셀의 강권에 못이겨 논문 말미에 "이는 사실이 아닐 것"이라고 써 넣을 수 밖에 없었다. 당시 천문학계는 태양이 대부분 철로 이루어져 있다고 믿고 있었다. 과학자들이 기존의 이론을 고수하려는 확증 편향을 보이기 쉽다고 하더라도 새로운 결과를 지지하는 관찰과 실험이 계속되면 결국 기존의 이론은 폐기되고 새로운 이론이 세워지게 된다. 그러나 이러한 변환은 그리 순탄하지 많은 않다. 토머스 쿤은 《과학혁명의 구조》에서 과학 이론의 변화를 대립, 경쟁하는 패러다임의 변환으로 파악한 바 있다.
과학적 발견은 때로 사회가 갖는 확증 편향과 대립하기도 한다. 찰스 다윈의 《종의 기원》은 당시 영국 사회의 일반적 신념인 기독교의 창조론에 반한다는 이유로 큰 논란을 일으켰다. 과학은 종교와 전혀 다른 범주이지만 오늘날에도 일부 근본주의 기독교 신자들은 창조론을 옹호하기 위해 진화 이론을 거부한다. 이들은 창조과학이나 지적설계와 같은 사이비과학을 만들어 확증편향을 확산시킨다.

## 복합적 효과

### 의견의 극단화
사람들은 개별적으로 토론할 때는 서로 타협을 볼 수 있지만, 양립하는 주제를 놓고 집단이 나뉘어 논쟁할 때는 처음엔 중립적인 의견을 가진 사람도 논쟁을 거치면서 어느 한 쪽 의견으로 극단화 되는 경향을 보인다. 이를 "집단 극화"라고 한다. 개별적 토론에서는 자신의 주장에 대한 입증과 논의 결과에 대한 책임이 온전히 개인의 몫이지만, 집단 사이에서 벌어지는 토론의 경우엔 책임이 분산되기 때문에 보다 극단적인 주장을 하기가 쉬운 여건이 형성된다. 집단 극화에는 보다 모험적인 가설을 지지하는 모험 이행과 보다 보수적인 가설을 지지하는 보수 이행이 있다. 예를 들어 장래의 시장 상황이 불투명하다면 주식 시장 참여자들은 보다 모험적인 고위험 주식의 거래와 보다 안전한 보수적 거래로 양극화 되는 경향을 보인다.
집단 극화 현상은 정치적 논쟁에서 쉽게 발생할 수 있다. 보수적인 사람들이 모여 토론하면 보다 극단적인 보수적 입장이 주목을 받고, 진보적 사람들이 모여 토론하면 보다 극단적인 진보적 입장이 주목을 받는다. 이러한 극단적 주장이 집단 내에서 주도권을 잡게 되면 객관적인 상황 판단을 하지 못하고 잘못된 결정을 내릴 수 있다. 이렇게 형성된 집단 내의 극단적 주장은 반대측과 격렬한 갈등을 불러 일으킬 수도 있다. 갈등의 형태가 세대나 이념, 젠더와 같이 개인의 정체성을 자극하는 방향으로 형성되면 갈등은 계속해서 증폭된다. 이러한 집단 극화 현상은 매스미디어와 소셜미디어에 의해 강화된다.

### 잘못된 신념의 고수
믿음은 논리나 경험에 의해 반박되더라도 유지될 수 있다. 이러한 믿음은 관찰 결과가 그 근거를 무너뜨리거나 논리적으로 취약하다는 것이 들어난다 하더라도 살아남는다. 심지어 더 이상 그것을 뒷받침할 아무런 근거가 남아있지 않다고 하더라도 여전히 유지될 수 있다.
확증 편향은 믿음을 유지할 그럴듯한 설명을 제공한다. 심지어 그 믿음의 근거가 사라지거나 반증에 의해 무너지더라도 기존의 믿음을 유지하게 만든다.:187 미국의 사회심리학자 레온 페스팅거와 리에켄, 그리고 샥터는 이를 신념 고수라는 개념으로 정리하였다. 이들은 1954년 12월 21일 지구가 종말을 맞는다고 믿었던 컬트 집단을 참여 관찰한 후 펴낸 《예언이 빗나갈 때》(When Prophecy Fails)에서 정작 그 날 지구가 멸망하지 않았음에도 신자 대다수가 자신들의 믿음을 고수하는 현상을 설명하였다. 대한민국에서도 다미선교회가 1992년 10월 28일 휴거가 일어난다는 종말론을 주장한 바 있으나 실제로는 아무일도 일어나지 않았다. 그러나 사건이 후 신자들 가운데 상당수는 종교적 신념에 의한 확증 편향에 빠져 종말이 연기되었다고 주장하며 신념을 고수하기도 했다.
신념 고수는 자신의 믿음이 잘못되었다는 증거가 쌓여감에 따라 불신으로 전환될 수 있지만, 사실 여부와 관계 없이 기존의 믿음을 뒷받침할만한 것이 주어지면 금세 원래의 신념을 고수하는 형태로 돌아간다. 신념의 고수는 개인의 정체성과 밀접한 관련이 있기 때문에 복잡한 양상을 보인다. 자신이 믿어마지않는 신념은 "진짜 나"를 이루는 원칙으로 받아들여진다. 이를테면 "나는 약속을 철두철미하게 지키는 사람이야"라는 정체성이 형성되어 있는 사람은 약속을 지키는 데 자부심을 느낀다. 특정한 정치 성향에 대해서도 똑같은 자부심을 느낄 수 있다. 이런 사람이 자신의 믿음이 틀렸다거나 잘못되었다는 도전을 받으면 혼란에 휩쌓이게 되고 수치심, 죄의식, 또는 비난이나 회피로 괴로워하게 된다. 자신이 형성한 정체성이 거꾸로 실제하는 자신을 공격하는 형국이 되는 것이다. 신념이나 태도는 변화시킬 수 있는 것이고 실제의 "나"는 아니지만, 이것을 직시하고 인정하는 것은 매우 어렵다.

### 초기 정보 선호
심리학 실험에서 사람들은 처음 주어진 정보에 더 많은 영향을 받는다는 점을 보여준다. 심지어 그 정보가 그리 중요한 것이 아닐지라도 사람들은 처음의 것에 더 주목한다. 예를 들어 "지성, 근면, 추진, 중대, 완고, 질투"와 같은 단어들이 주어졌을 때 단어들 사이에 별다른 중요도 차이가 없더라도 첫 단어가 더 주목을 받는다. 이는 기억이 형성되는 메커니즘과 관련된 것으로 새로운 환경에서 주어지는 정보 가운데 초기의 것이 더 강하게 기억되는 경향이 있기 때문이다. 실제 상황에서 더 중요한 정보가 꼭 처음에 주어질 이유는 없기 때문에 초기 정보를 선호하는 경향은 확증 편향으로 작용될 수 있다.:187 여러 개의 이미지를 슬라이드로 보여주는 실험에서 처음에는 흐릿한 영상을 보여주고 나중에 뚜렷한 영상을 보여 주었을 때 상당수의 참여자들은 분명히 나중에 충분히 알아 볼 수 있는 영상을 보았음에도 그 물체가 무엇인지 알기 어렵다고 답했다.:187 이러한 첫인상 효과는 관련 정보가 연결되어 있을 때 주로 발생한다. 책을 읽을 때 뒷부분의 내용은 앞에 읽었던 내용과 연속되어 있기 때문에 앞선 정보가 보다 중요하게 받아들여지는 것과 같다. 한편, 서로 독립적인 별개의 상황이라면 사람들은 보다 나중에 살펴 본 최신의 정보를 보다 중요하게 여긴다.

### 착각적 상관
사안들 사이에 아무런 실질적 연관이 없더라도 무언가 상관 관계가 있다고 여기는 경우가 있다. 1960년대 행해진 심리학 실험에서 시험자에게 한 무리의 사람들에 대한 로르샤흐 잉크 반점 검사를 하도록 지시하면서 특정 대상이 동성애자임을 암시하였다. 그 결과 시험자는 잉크 반점 검사의 결과가 피시험자의 성적인 집착을 보인다고 해석하는 경향을 보였다. 그러나 사실 주어진 데이터는 가상의 것으로 동성애와는 상관이 없는 것이었다. 이는 확증 편향이 데이터 해석에 착각적 상관을 일으킬 수 있는 사례로 언급된다.
착각적 상관은 기존의 편견을 강화한다. 어떤 사건에서 사회적 소수자는 보다 큰 주목을 받는다. 미국에서 행해진 TV 뉴스 실험에서 참여자들을 두 그룹으로 나누어 가상으로 만들어진 뉴스를 시청하게 하였다. 아동성폭력을 보도하는 같은 뉴스에서 한 그룹은 용의자가 백인으로 제시된 뉴스를, 다른 그룹은 용의자가 흑인으로 제시된 뉴스를 시청하였다. 그 결과 흑인이 용의자로 지목된 뉴스를 시청한 그룹이 보다 더 범죄를 우려하는 반응을 보였고 흑인을 일반적으로 범죄와 연결시키는 편향을 보였다. 물론 실제 범죄 발생율과 흑인 사이에는 아무런 상관이 없다.
사회의 각종 현안에서 집단적 양극화가 나타나면 별 다른 상관이 없는 사건들을 엮어서 혐오가 유발되기도 한다. 코로나19 유행의 경우 감염 발생 이전부터 대한민국에 거주하며 중국을 다녀 온 적이 없더라도 중국인이라는 이유로 차별을 받는 일이 있었다.

## 확증 편향을 피하기 위한 전략

### 레드 팀
동일한 이해를 갖는 사람들이 모여서 의사를 결정하면 확증 편향에 의해 편협한 결정을 내리기 쉽다. 레드 팀은 집단 내에서 일부러 반대 의견을 내도록 조직된 팀이다. 기업의 경영 전략이나 정당의 정책 결정 등에서 자주 활용된다. 레드 팀은 제출된 의견의 약점을 찾고 편향을 체크하여 잘못된 의사 결정을 막는다.

### 대조군
과학적 실험에서 대조군은 설계한 실험이 적절한 것인지를 검증하는 데 사용된다. 실험 설계는 의도하지 않았더라도 특정한 결과를 지지하는 편향을 보일 수 있기 때문이다. 예를 들어 약물의 효과를 검증하는 실험은 치료 효과가 정말로 그 약물에 의한 것인지 아니면 다른 요인도 비슷한 효과를 내는 지 확인이 필요하다. 대조군에 대한 선정에 문제가 있다면 그 실험의 결과 역시 신뢰를 받기 어렵다. 예를 들어 2018년 진행된 한방난임사업은 참가자 전체가 아니라 사업에 선정된 사업자의 자료만을 수합하여 실패율을 의도적으로 줄였다는 비판을 받았다.

### 무죄추정
형사 재판에서 법정은 피고가 무죄라고 추정하는 데서 심리를 시작한다. 죄의 입증은 검사의 책임이다. 이는 판사의 결정에 확증 편향이 개입되는 것을 방지하기 위한 장치이다.

## 같이 보기
- 신념 고수
- 체리 피킹
- 순환인용
- 이해충돌
- 부정 (심리학)
- 부인주의
- 자의적 주석
- 필터 버블
- 선택적 인지

## 참고 문헌
- Baron, Jonathan (2000), 《Thinking and deciding》 3판, New York: Cambridge University Press, ISBN 978-0-521-65030-4, OCLC 316403966
- Fine, Cordelia (2006), 《A Mind of its Own: how your brain distorts and deceives》, Cambridge, UK: Icon books, ISBN 978-1-84046-678-2, OCLC 60668289
- Friedrich, James (1993), “Primary error detection and minimization (PEDMIN) strategies in social cognition: a reinterpretation of confirmation bias phenomena”, 《Psychological Review》 100 (2): 298–319, doi:10.1037/0033-295X.100.2.298, ISSN 0033-295X, PMID 8483985
- Goldacre, Ben (2008), 《Bad Science》, London: Fourth Estate, ISBN 978-0-00-724019-7, OCLC 259713114
- Hergovich, Andreas; Schott, Reinhard; Burger, Christoph (2010), “Biased evaluation of abstracts depending on topic and conclusion: Further evidence of a confirmation bias within scientific psychology”, 《Current Psychology》 29 (3): 188–209, doi:10.1007/s12144-010-9087-5
- Horrobin, David F. (1990), “The philosophical basis of peer review and the suppression of innovation”, 《Journal of the American Medical Association》 263 (10): 1438–41, doi:10.1001/jama.263.10.1438, PMID 2304222
- Kida, Thomas E. (2006), 《Don't believe everything you think: the 6 basic mistakes we make in thinking》, Amherst, NY: Prometheus Books, ISBN 978-1-59102-408-8, OCLC 63297791
- Koehler, Jonathan J. (1993), “The influence of prior beliefs on scientific judgments of evidence quality”, 《Organizational Behavior and Human Decision Processes》 56: 28–55, doi:10.1006/obhd.1993.1044
- Kunda, Ziva (1999), 《Social Cognition: Making Sense of People》, MIT Press, ISBN 978-0-262-61143-5, OCLC 40618974
- Lewicka, Maria (1998), 〈Confirmation Bias: Cognitive Error or Adaptive Strategy of Action Control?〉,   Kofta, Mirosław; Weary, Gifford; Sedek, Grzegorz, 《Personal control in action: Cognitive and motivational mechanisms》, Springer, 233–55쪽, ISBN 978-0-306-45720-3, OCLC 39002877
- MacCoun, Robert J. (1998), “Biases in the interpretation and use of research results” (PDF), 《Annual Review of Psychology》 49: 259–87, doi:10.1146/annurev.psych.49.1.259, PMID 15012470
- Mahoney, Michael J. (1977), “Publication prejudices: An experimental study of confirmatory bias in the peer review system”, 《Cognitive Therapy and Research》 1 (2): 161–75, doi:10.1007/BF01173636
- Oswald, Margit E.; Grosjean, Stefan (2004), 〈Confirmation Bias〉,   Pohl, Rüdiger F., 《Cognitive Illusions: A Handbook on Fallacies and Biases in Thinking, Judgement and Memory》, Hove, UK: Psychology Press, 79–96쪽, ISBN 978-1-84169-351-4, OCLC 55124398
- Plous, Scott (1993), 《The Psychology of Judgment and Decision Making》, McGraw-Hill, ISBN 978-0-07-050477-6, OCLC 26931106
- Poletiek, Fenna (2001), 《Hypothesis-testing behaviour》, Hove, UK: Psychology Press, ISBN 978-1-84169-159-6, OCLC 44683470
- Risen, Jane; Gilovich, Thomas (2007), 〈Informal Logical Fallacies〉,   Sternberg, Robert J.; Roediger III, Henry L.; Halpern, Diane F., 《Critical Thinking in Psychology》, Cambridge University Press, 110–30쪽, ISBN 978-0-521-60834-3, OCLC 69423179
- Vyse, Stuart A. (1997), 《Believing in magic: The psychology of superstition》, New York: Oxford University Press, ISBN 978-0-19-513634-0, OCLC 35025826